# جرج یوهانسون
جرج یوهانسون (انگلیسی: Georg Johansson; ۲۳ آوریل ۱۹۱۰ – ۱۲ ژانویهٔ ۱۹۹۶) بازیکن فوتبال اهل سوئد بود.
وی همچنین در تیم ملی فوتبال سوئد بازی کرده‌است.